# М’ячково (Нижньогородська область)
М’ячково (рос. Мячково) — село в Володарському районі Нижньогородської області Російської Федерації.
Населення становить 207 осіб. Входить до складу муніципального утворення Іллінська сільрада.

## Історія
Від 2009 року входить до складу муніципального утворення Іллінська сільрада.

## Населення
| 1859 | 1905 | 1926 | 1999 | 2002 | 2010 |
| ---- | ---- | ---- | ---- | ---- | ---- |
| 468  | ↗593 | ↘400 | ↘220 | ↘187 | ↗207 |